# Galactia boavista
Galactia boavista är en ärtväxtart som först beskrevs av Vell., och fick sitt nu gällande namn av Arturo Erhardo Erardo Burkart. Galactia boavista ingår i släktet Galactia och familjen ärtväxter. Inga underarter finns listade i Catalogue of Life.